# بختيار بن معز الدولة
عز الدولة بختيار بن معز الدولة البويهي ثاني حكام البويهيين في العراق، ولد سنة (331هـ)، تولى الحكم بعد وفاة ابيه معز الدولة سنة 356 للهجرة وكان في الخامسة والعشرين من عمره وذلك في عهد الخليفة المطيع لله العباسي وهي الفترة التي هيمن فيها البويهيون على السلطات الفعلية للخلفاء الذين جُردوا من أي صلاحيات مستقلة، استمر حكم عز الدولة البويهي حتى مقتله عام 367 للهجرة على يد ابن عمه عضد الدولة.

## صفة مقتله
لما دخل عضد الدولة بغداد وتسلمها، خرج منها بختيار ذليلا طريدا في فلٍّ من الناس، ومن عزمه أن يذهب إلى الشام فيأخذها، وكان عضد الدولة قد حلفه أن لا يتعرض لأبي تغلب لمودة كانت بينهما ومراسلات، فحلف له على ذلك.
وحين خرج من بغداد كان معه حمدان بن ناصر الدولة بن حمدان، فحسن لعز الدولة أخذ بلاد الموصل من أبي تغلب، لأنها أطيب، وأكثر مالا من الشام وأقرب إليه، وكان عز الدولة ضعيف العقل قليل الدين، فلما بلغ ذلك أبا تغلب أرسل إلى عز الدولة يقول له: لئن أرسلت إلى ابن أخي حمدان بن ناصر الدولة أغنيتك بنفسي وجيشي حتى آخذ لك ملك بغداد من عضد الدولة، وأردك إليها.
فعند ذلك أمسك حمدان وأرسله إلى عمه أبي تغلب، فسجنه في بعض القلاع.
وبلغ ذلك عضد الدولة، وأنهما قد اتفقا على حربه فركب إليهما بجيشه، وأراد إخراج الخليفة الطائع معه، فأعفاه فذهب إليهما، فالتقى معهما فكسرهما وهزمهما، وأخذ عز الدولة أسيرا وقتله من فوره، وأخذ الموصل ومعاملتها، وكان قد حمل معه ميرة كثيرة، وشرد أبا تغلب في البلاد، وبعث وراءه السرايا في كل وجه، وأقام بالموصل إلى أواخر سنة ثمان وستين